# Rasshua
Rasshua (en ruso, Расшуа, y en japonés, Rasushua) es una isla rusa en el archipiélago de las Kuriles. Tiene una superficie de 67 km². Pertenece al grupo de las Kuriles centrales. 

## Geografía
La isla de Rasshua se encuentra entre las coordenadas geográficas siguientes:
- latitud: 47°41' y 47°49' N,
- longitud: 152°58' y 153°05' E,
- máxima altitud: 948 m s. n. m.

Al norte se encuentra la isla Matua, separada por el estrecho de Nadezhda, y al sur las islas Ushishir. 
Administrativamente es controlada por el óblast de Sajalín.
- Datos: Q606198
- Multimedia: Rasshua / Q606198